# T-37
El T-37 és un tanc amfibi lleuger soviètic de reconeixement de la dècada de 1930, basat en l'AMR 33 francès. Va ser el primer tanc amfibi en servei del món, i va ser substituït gradualment pel T-38.

## Variants
- T33 - prototip
- T37 - primera versió, però només es van produir 70 exemplars, 2,9 tones, longitud 3,3 metres, amplada 1,74 metres.
- T37A - una altra versió (1909 exemplars).
- T37RT - equipat amb ràdio (643 exemplars)
- OT37 - tanc llançaflames basat en el T37A (75 exemplars), Lance-flamme KS-1 (18 recàrregues) i metralladora de 7,62 mm DT (2140 trets).